# Cabo Sarych

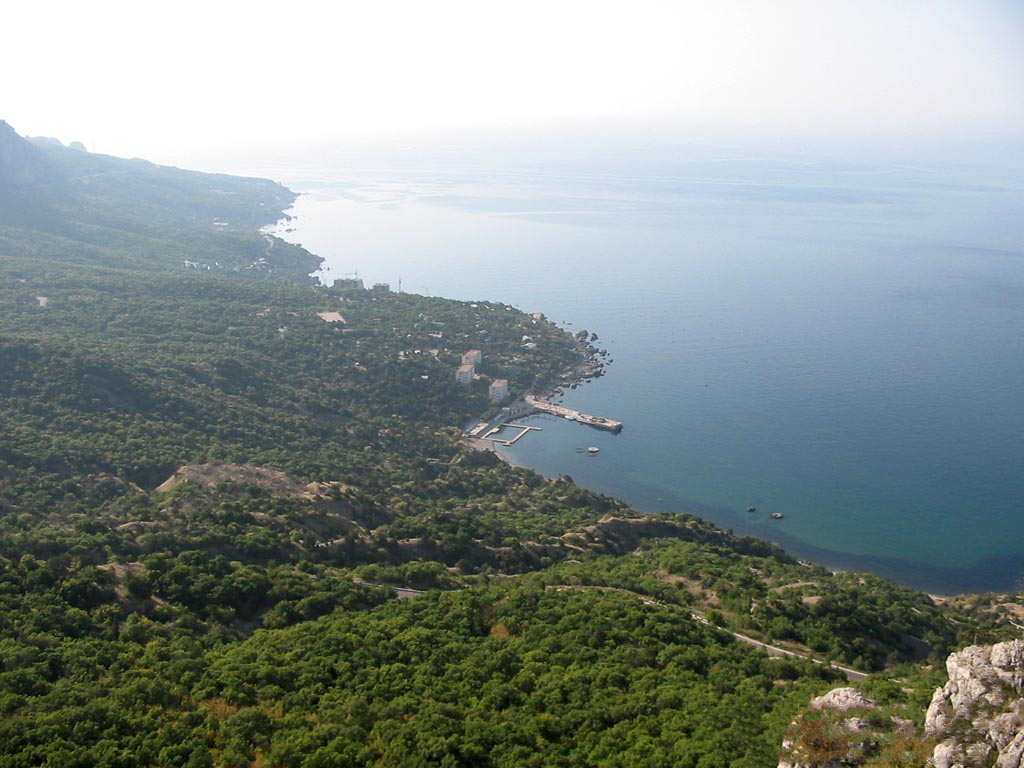
El cabo Sarych en la costa septentrional del mar Negro.

Sarych (en ucraniano: Са́рич; en ruso: Са́рыч; en tártaro de Crimea, Sarıç) es un cabo (en ruso, Мыс - mys) ubicado en la costa del mar Negro en la península de Crimea, situada en la República Autónoma de Crimea de Ucrania y reclamada por República de Crimea, anexada a Rusia desde marzo de 2014. Se ubica a alrededor de 5 kilómetros de la ciudad turística de Foros. La ciudad de Sebastopol se encuentra a unos 30 km y Yalta a unos 40. 
El 18 de noviembre de 1914 tuvo lugar la batalla del cabo Sarych enfrente de este cabo, entre las fuerzas navales rusas y turcas. Hay un faro en el cabo, que desde 2005 es objeto de disputa entre Ucrania y Rusia. Desde el 2014, el faro se encuentra ocupado por el ejército ruso.